# روشي (حديبو)

تعديل مصدري - تعديل

روشي هي إحدى قرى مديرية حديبو التابعة لمحافظة سقطرى، بلغ تعداد سكانها 46 نسمة حسب تعداد اليمن لعام 2004.